# Ho Chi Minh kommunistiske ungdomsunion
Ho Chi Minh kommunistiske ungdomsunion (vietnamesisk: Đoàn Thanh niên Cộng sản Hồ Chí Minh) er den største socialpolitiske ungdomsorganisation i Vietnam. Unionen er underlagt Det kommunistiske parti i Vietnam. Organisationen blev grundlagt den 26. marts 1931 og blev ledet og oplært af Ho Chi Minh.